# Ermita de la Virgencita (Algodonales)
La Ermita de la Virgencita, es un templo católico de la localidad de Algodonales, provincia de Cádiz, Andalucía, España. Está situada en las afueras del pueblo y dedicada a la advocación de la Virgen de los Dolores. Existía ya a mediados del s. XIX, pues es citada en la obra de Pascual Madoz. Es una construcción de arquitectura popular con mezcla de elementos neoclásicos y neogóticos. Se accede al lugar a través de una escalinata que constituye uno de los mejores recorridos de la villa. El último domingo de mayo se celebra una romería a la que acuden numerosas personas de la localidad. En sus proximidades se han encontrado diversos restos arqueológicos de interés, como el llamado tesorillo de Algodonales, formado por 79 dirhemes almohades de plata del siglo XI.